# 斯庫納船
斯库纳船（Schooner），有兩根以上的桅，且全部裝縱帆的帆船，历史上曾经有多达七桅。

## 特征

斯庫納船帆装

斯庫納船的前桅较主桅小，前桅可张挂一面或多面方形顶帆，但常常是张挂一面或多面三角帆或百慕连帆（前伸至第一斜桅或船首突出圆木的三角帆）。两根桅杆上均挂纵帆，一般是斜桁帆。有两个或多个船首斜帆。有时主桅上方还挂上帆（topsail）的称为上帆斯庫納船。上帆可以是方帆，或被称为骡子帆（mule）的三角帆。若没有挂任何上帆有时也被称作光头船（bare-headed或bald-headed）。支索帆斯庫納没有船首斜帆，相应的前桅支索帆以及两桅之间的支索帆。支索帆多桅斯庫納船每个支索帆上方往往挂有骡子帆。
与之相比，布里格船两根桅杆上均为横帆；布里根廷船则前桅横帆主桅纵帆；凱趣船则主桅靠前，后桅較小。

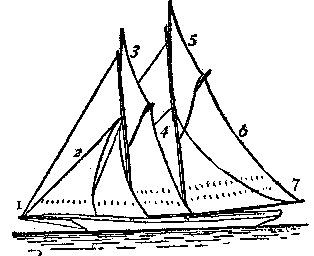
斯庫納船帆装名称
1) 船首
2) 船首斜帆及后方的前支索帆
3) 斜桁上帆
4) 前帆
5) 主帆斜桁上帆
6) 主帆
7) 船尾

## 名称由来
根据1911年大英百科全书，最早被称为schooner的帆船是安德鲁·罗宾逊于1713年在马萨诸塞州格洛斯特建造的。据说当时有人赞道“看她在水面上飞”（Oh how she scoons），scoon是一个苏格兰词语，意为在水面上跳跃。。于是罗宾逊即将这艘船命名为schooner。
其他字典则将schooner的来源列为未知或未详

## 历史
这种帆船大概在17世纪由荷兰人设计，早在16世纪或17世纪的荷兰即出现了，当时尚未被称为schooner。在北美则于18世纪开始广泛用于需要速度和抢风航行能力的场合，例如贩奴、私掠船等。这种帆装也常见于渔船、探险船等。到19世纪后期，有超过2000艘斯庫納船在五大湖区运送货物。tern和scow（纵帆帆装，平底钝尾船身）是北美内河和沿海最受欢迎的两种斯庫納船。
但第一艘真正的斯库那船在英属北美殖民地建造，大概由马萨诸塞州格罗斯特的造船师罗宾逊（Andrew Robinson）建造。马萨诸塞州的埃塞克斯是当时北美重要的斯庫納船造船基地，1850年代，每年有超过50艘船在15个船厂建造出来。历史上这里一共造了超过4000艘斯庫納船，大部分用于捕鱼。 缅因州的巴斯是另一个造船中心，在19世纪有超过一打的船坞，在1781年到1892年间造了1352艘斯庫納船。

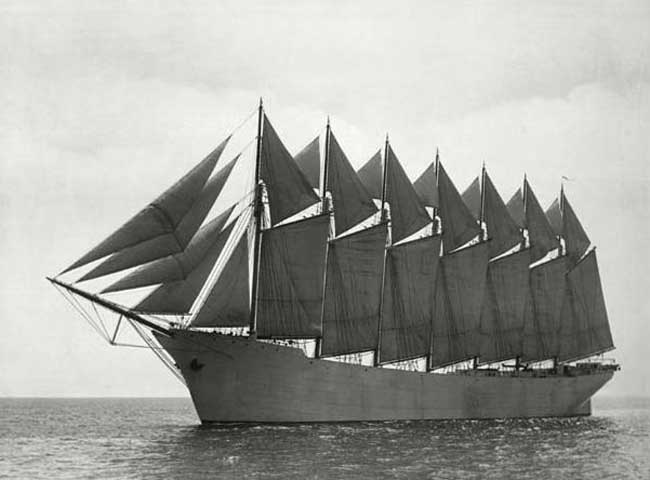
历史上唯一一艘七桅斯庫納船托马斯·W·罗森号（Thomas W. Lawson）

## 历史上及现存的斯庫納船
- 伊斯帕尼奥拉号（Hispaniola），史蒂文生的作品金银岛中虚构的船。
- 克罗蒂尔德号（Clotilde），最后一艘将非洲黑奴运往美国的船
- 汉娜号（USS Hannah），美国海军第一艘军舰
- 皮克尔号（英语：HMS Pickle (1800)） （HMS Pickle），将纳尔逊将军特拉法加海战大捷及战死的讯息带回英国的快船
- 巴尔的摩的骄傲二号（Pride of Baltimore II），重制品，一艘巴尔的摩快速斯庫納船
- 托马斯·W·罗森号（英语：Thomas W. Lawson (ship)）（Thomas W. Lawson），历史上唯一一艘七桅斯庫納船
- 怀俄明号（英语：Wyoming (schooner)）（Wyoming），最大的木造斯庫納船

## 图集

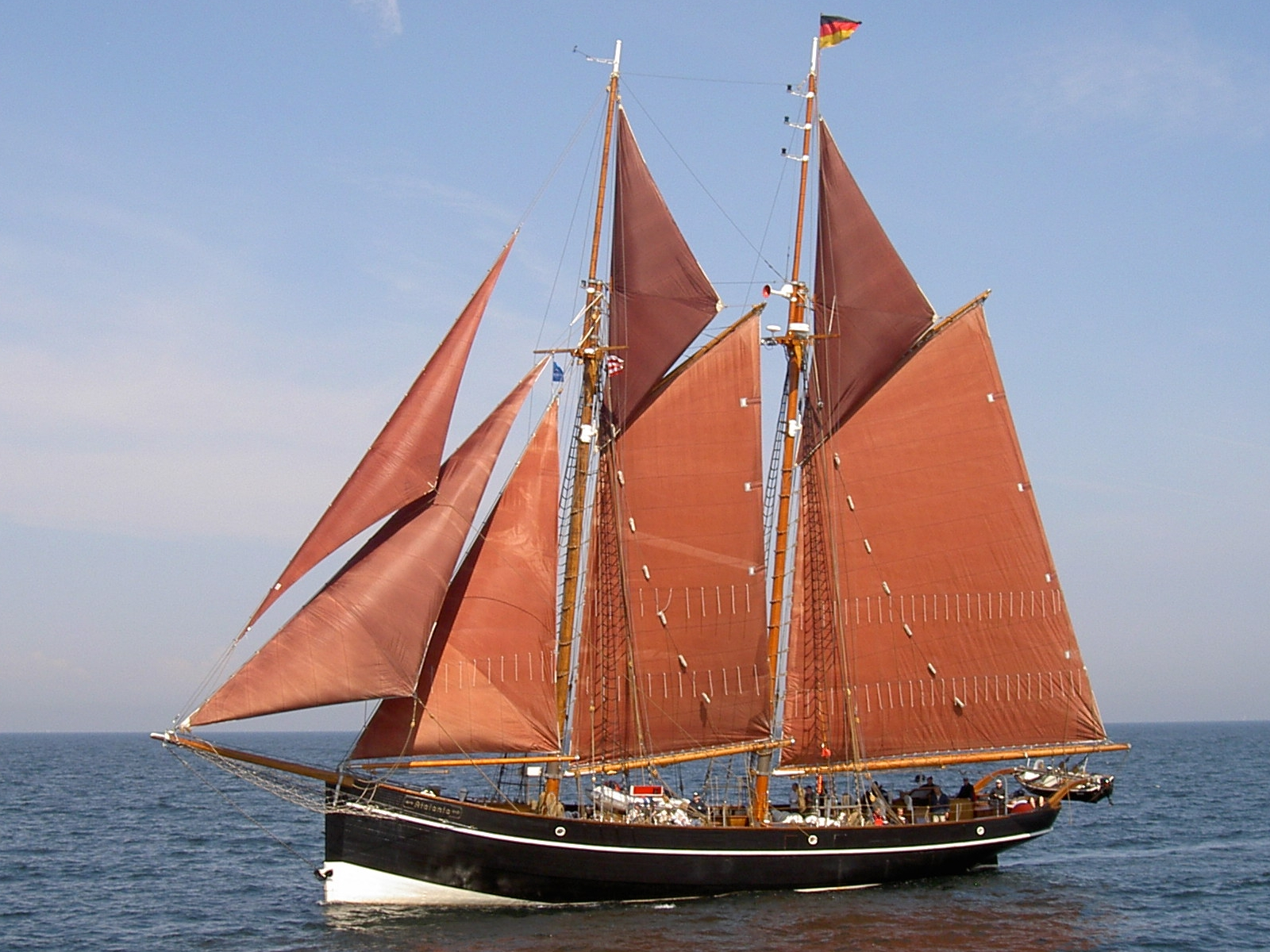
德国斯庫納船亚特兰大号（Atalanta）
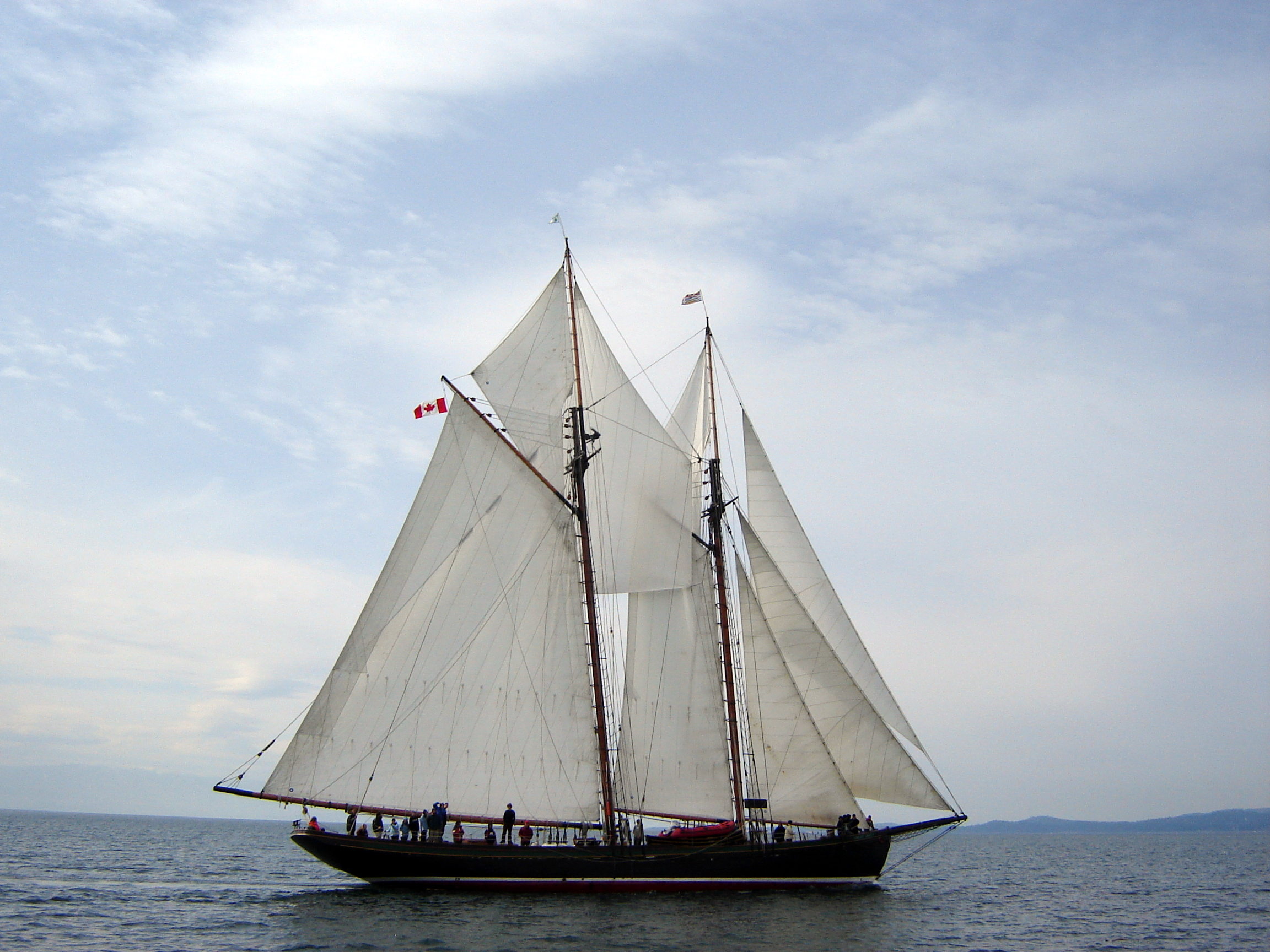
加拿大斯庫納船太平洋格蕾丝号（Pacific Grace）
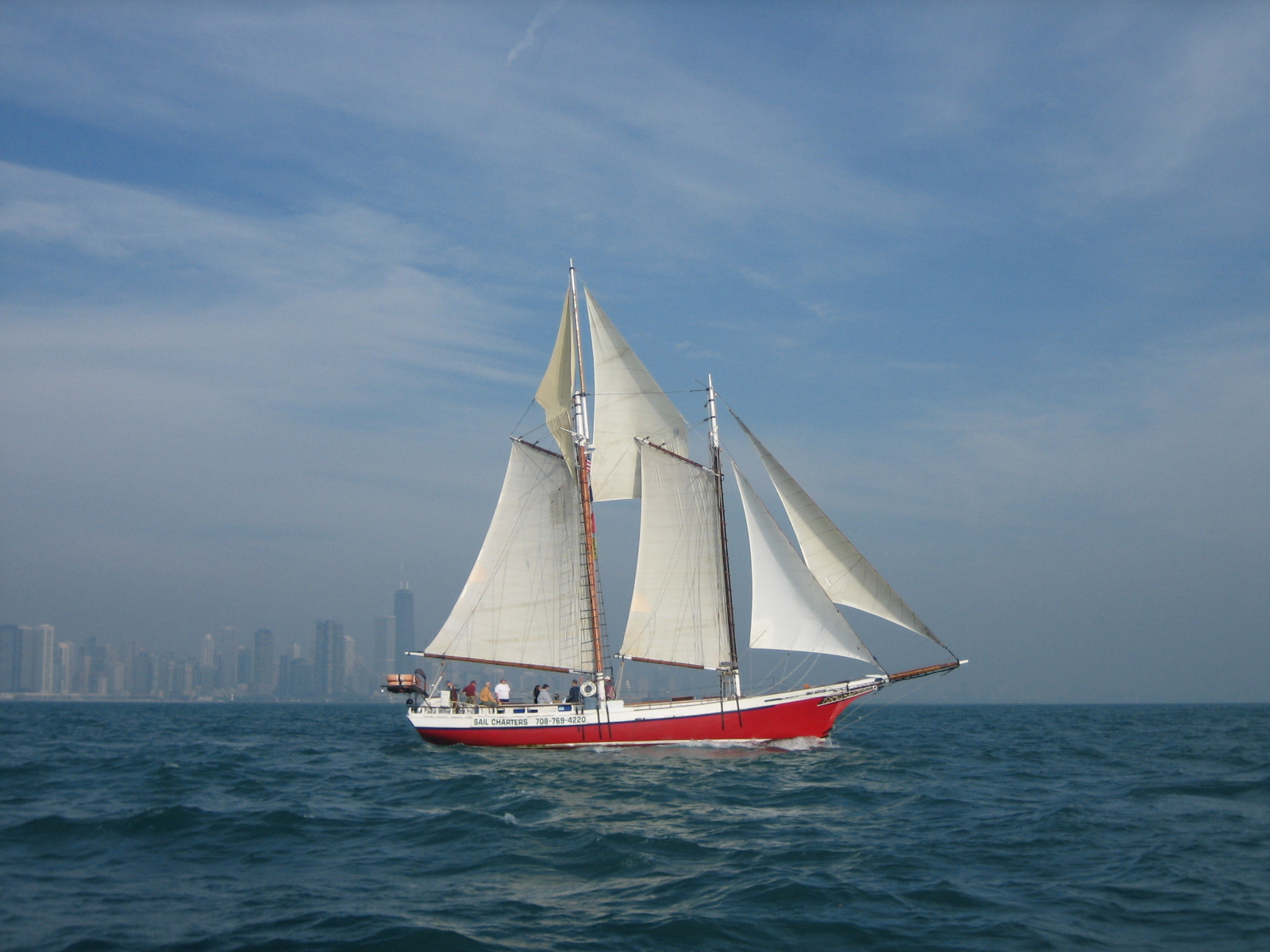
美国斯庫納船红巫女号（Red Witch）
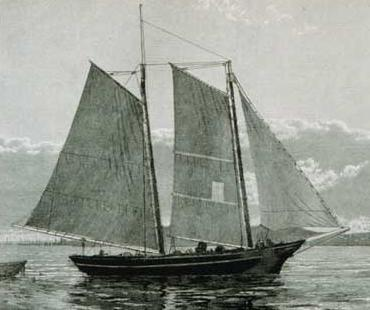
一艘用作渔船的斯庫納船
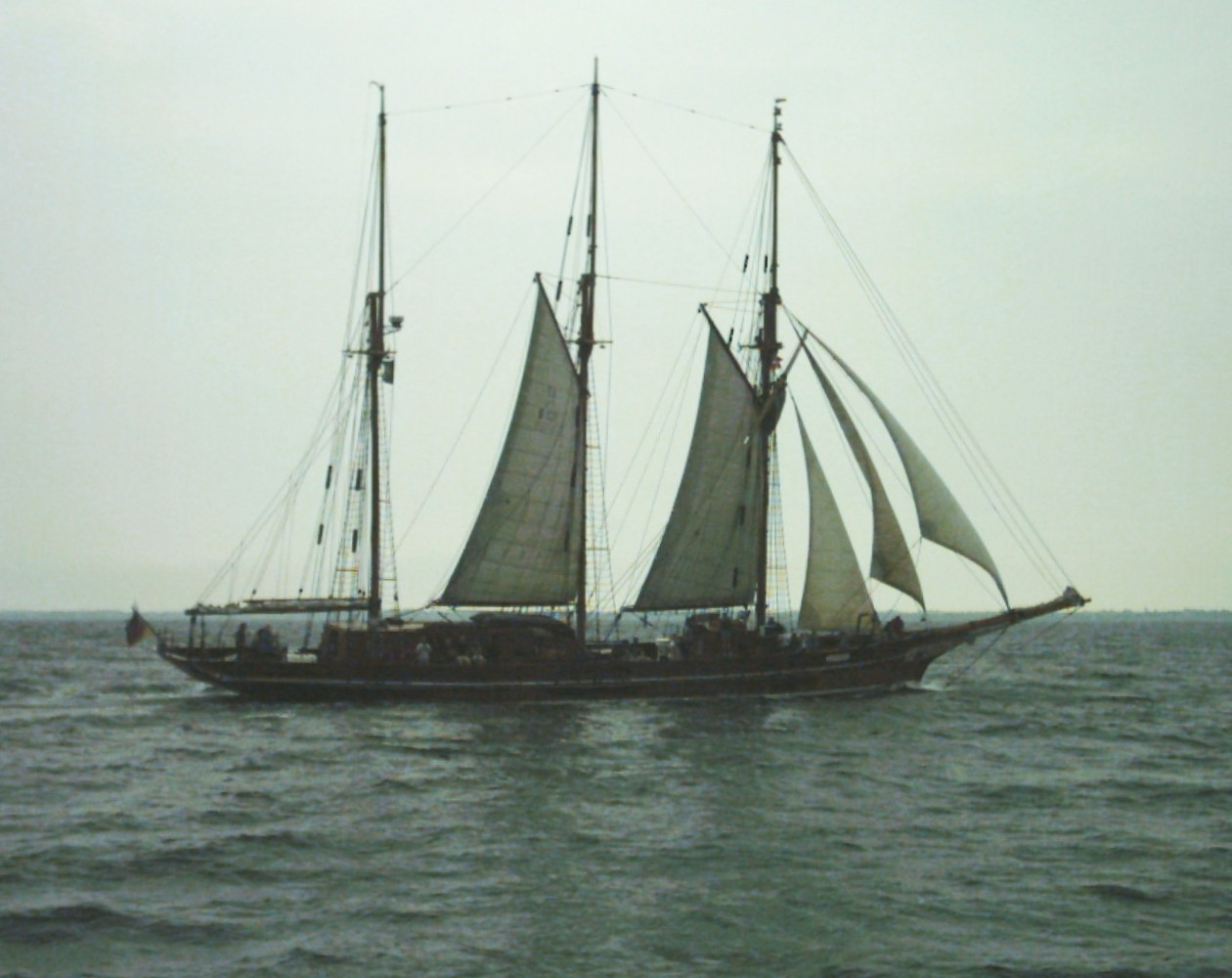
历史上最早的游艇安菲特里忒号（Amphitrite）
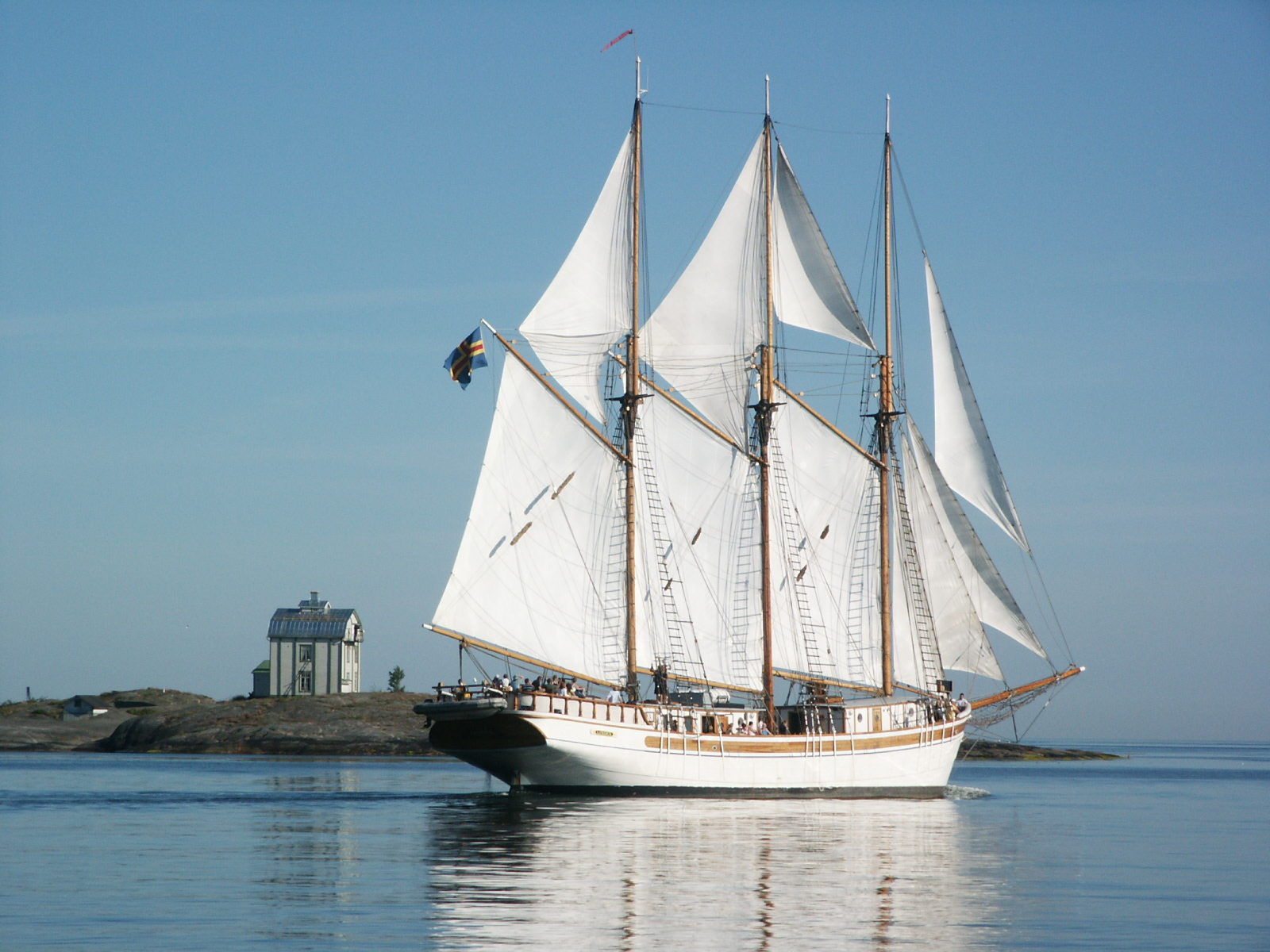
芬兰斯庫納船林登号（Linden）
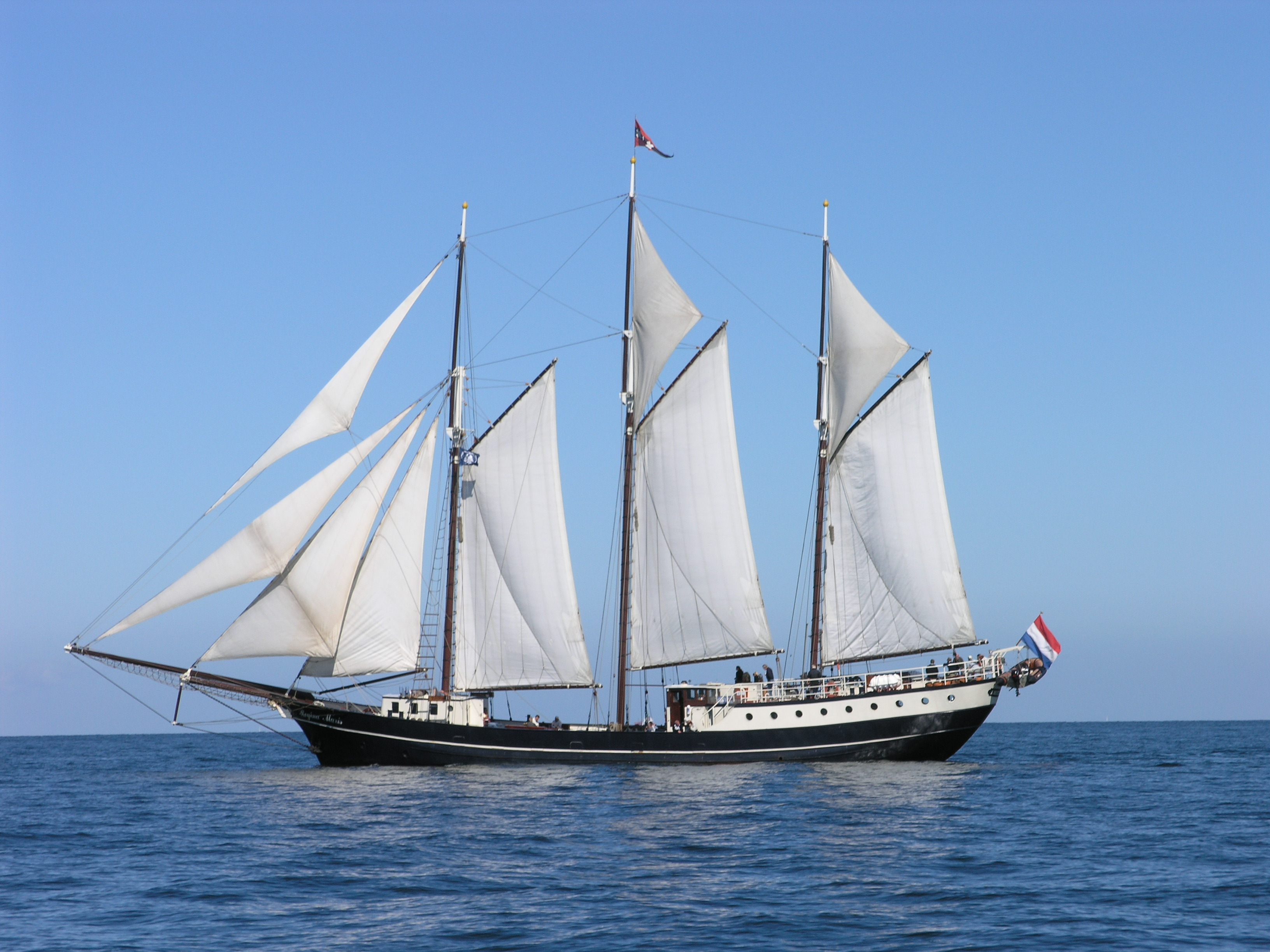
荷兰斯庫納船Regina Maris号
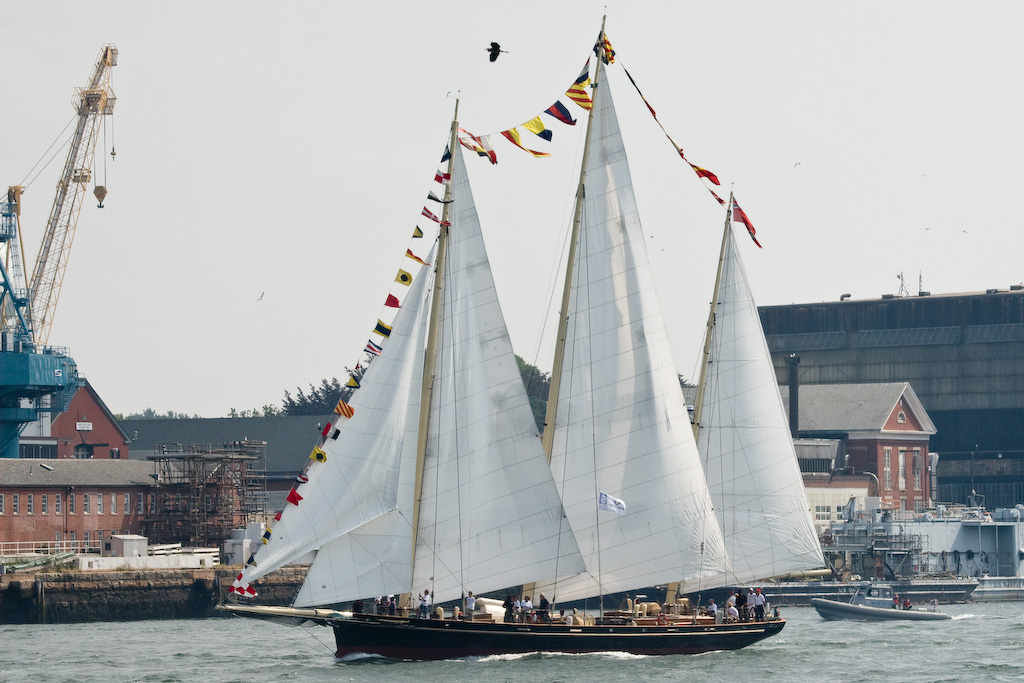
百慕大精神号（Spirit of Bermuda），百慕大帆装的斯庫納船
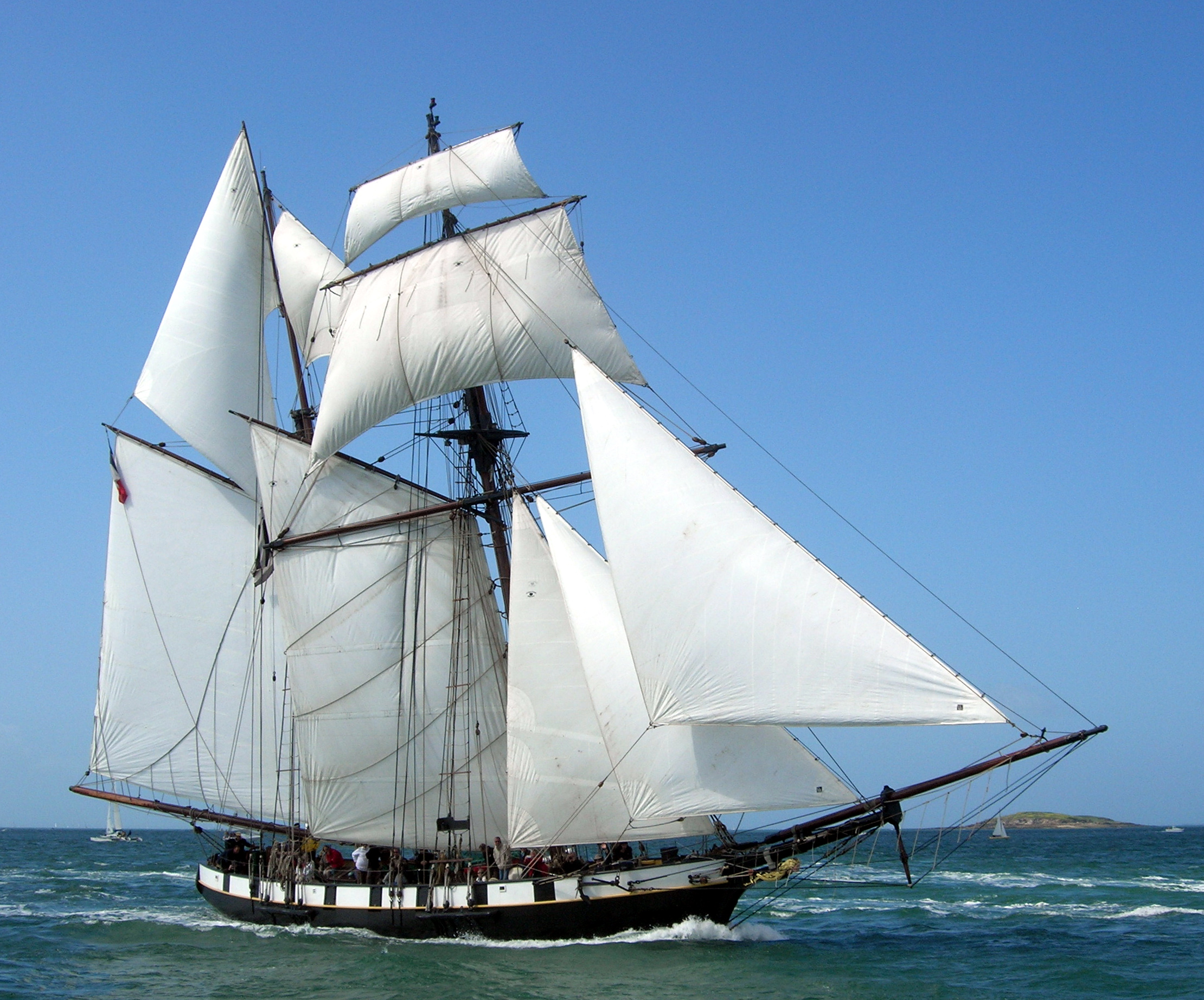
法国上帆斯庫納船La Recouvrance号
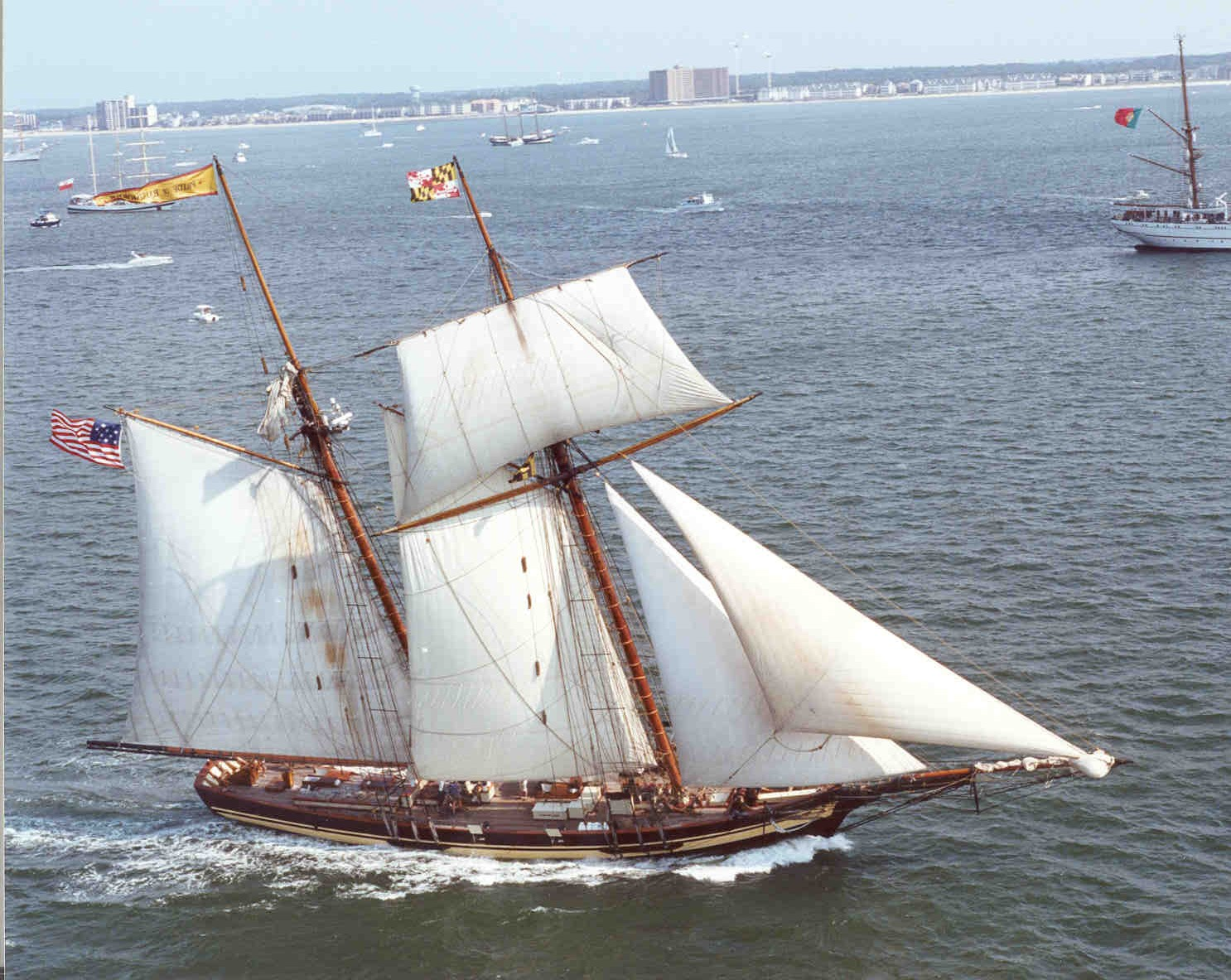
上帆斯庫納船巴尔的摩的骄傲二号（Pride of Baltimore II）
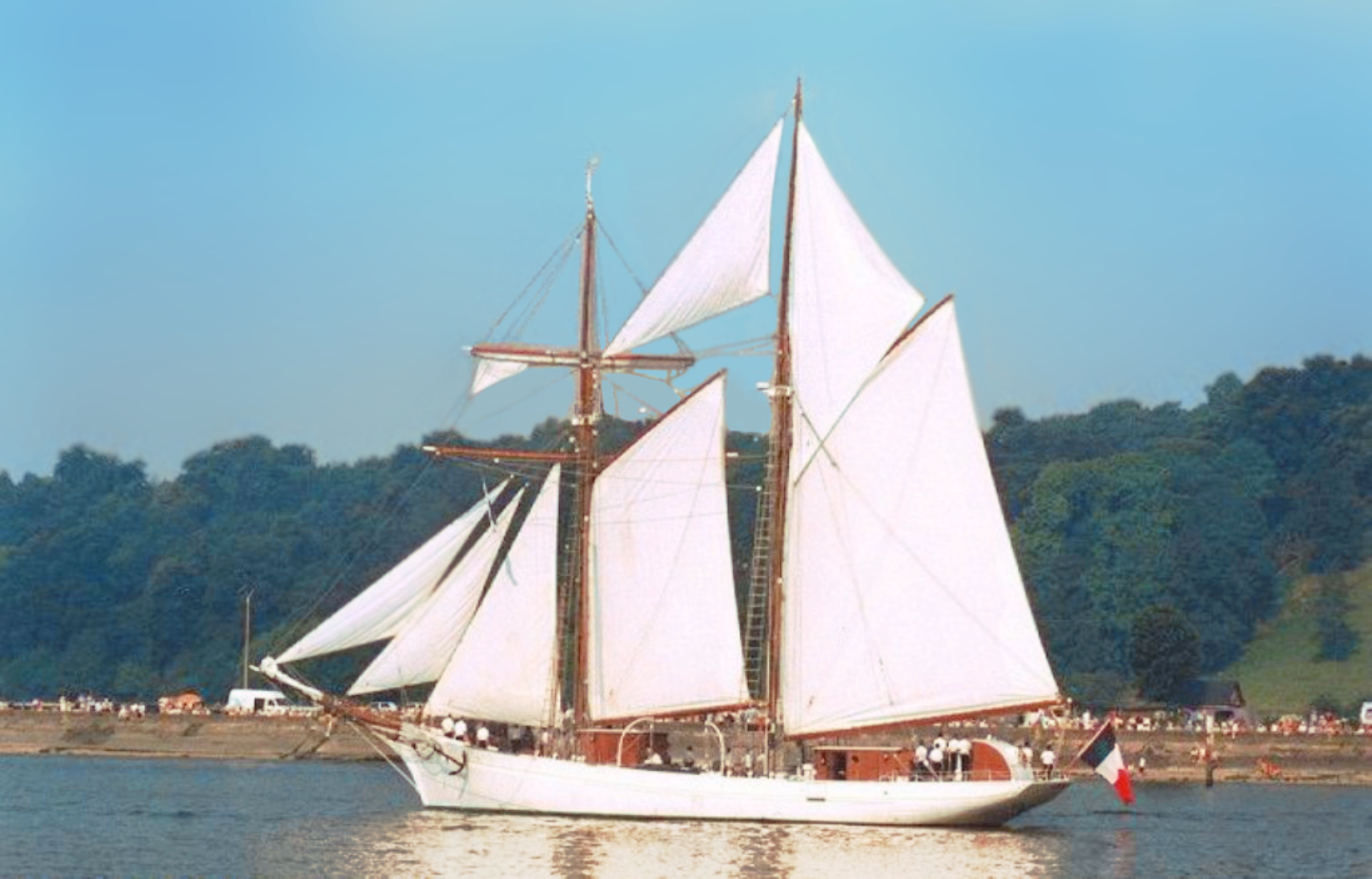
法国海军斯庫納船Étoile号
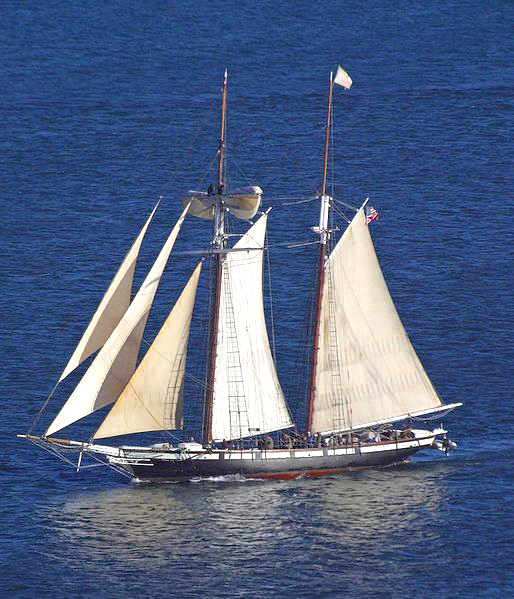
美国上帆斯庫納船加利福尼亚人号（Californian）